# Kanyakumari
Kanyakumari (auch: Kanniyakumari; Tamil: கன்னியாகுமரி Kaṉṉiyākumari [ˈkanːijaːˌkuməɾi]) ist eine Stadt im südindischen Bundesstaat Tamil Nadu. Sie liegt am Kap Komorin, dem südlichsten Punkt des indischen Subkontinents.
Die Einwohnerzahl beträgt rund 22.000 (Volkszählung 2011). Kanyakumari ist namensgebend für den Distrikt Kanyakumari. Verwaltungssitz des Distrikts ist aber das 20 Kilometer nördlich gelegene Nagercoil. Die nächstgelegene Großstadt ist Thiruvananthapuram, die Hauptstadt des Nachbarbundesstaats Kerala, in 86 Kilometern Entfernung.
Durch seine Lage an der Südspitze Indiens ist Kanyakumari ein bedeutendes hinduistisches Pilgerziel, daneben wird der Ort in geringerem Umfang auch von ausländischen Touristen besucht. Im Jahr 2011 verzeichnete Kanyakumari insgesamt 7,3 Millionen Besucher. Hauptanziehungspunkt für die Pilger ist der direkt am Kap Komorin gelegene Tempel der jungfräulichen Göttin Kumari Amman. Auf die Göttin weist auch der Name Kanyakumari hin, welcher „[Ort der] jungfräulichen Prinzessin“ bedeutet. An den direkt am Tempel gelegenen Ghats nehmen die Gläubigen ein rituelles Bad im Meer.
Es war der Besuch dieses Tempels, der 1955 Maharishi Mahesh Yogi inspirierte, seine „einfache Technik tiefer Meditation“ (später „Transzendentale Meditation“) zu lehren.
Wenige hundert Meter vor der Küste des Kaps liegen zwei kleine Felsen. Auf dem größeren der beiden befindet sich das Vivekananda-Felsendenkmal, eine 1970 errichtete Gedenkstätte für den Hindu-Philosophen Vivekananda, der hier 1892 drei Tage meditierend verbrachte. Auf dem anderen Felsen wurde im Jahr 2000 die 40,5 Meter hohe Tiruvalluvar-Statue als Denkmal für den tamilischen Dichter Tiruvalluvar, den Verfasser des Tirukkural, errichtet. Die Inseln sind per Boot erreichbar.
Ein Teil der Asche Mahatma Gandhis wurde nach dessen Tod 1948 vor Kanyakumari im Meer verstreut. An der Stelle, wo Gandhis Asche in einer Urne aufbewahrt wurde, befindet sich ein Denkmal für ihn im Stil eines orissanischen Tempels. 
Kanyakumari ist Endpunkt des National Highway 7. Die längste indische Fernstraße führt aus dem nordindischen Varanasi bis an die Südspitze des Subkontinents. Ferner verfügt die Stadt über einen eigenen Bahnhof am Ende einer aus Nagercoil kommenden Nebenstrecke. Es bestehen Expressverbindungen in Richtung Chennai sowie durch Kerala nach Mumbai.
Die Stadt ist auch Marien-Wallfahrtsort mit der in Indien sehr berühmten Kirche Our Lady of Ransom, welche weithin sichtbar das Ortsbild prägt. Die christliche Gemeinde soll auf den Apostel Thomas zurückgehen, der hier im 1. Jahrhundert missionierte, im 16. Jahrhundert wirkte in Kanyakumari der Asienmissionar St. Franz Xaver.
Der Ort war vom Tsunami nach dem Seebeben am 26. Dezember 2004 schwer betroffen. Große Teile des Uferbereichs und der am Meer liegenden Altstadt wurden zerstört.
Die Mehrheit der Einwohner Kanniyakumaris sind Christen: 61 Prozent der Bevölkerung bekennen sich zum Christentum, 33 Prozent sind Hindus und 6 Prozent Muslime. Die Hauptsprache ist, wie in ganz Tamil Nadu, das Tamil, das von 96 Prozent der Bevölkerung als Muttersprache gesprochen wird.
|                       | Jan  | Feb  | Mär  | Apr  | Mai  | Jun  | Jul  | Aug  | Sep  | Okt   | Nov   | Dez  |   |       |
| Mittl. Tagesmax. (°C) | 30,9 | 31,6 | 32,2 | 32,7 | 32,4 | 30,6 | 30,3 | 30,4 | 30,5 | 30,4  | 30,2  | 30,3 | ⌀ | 31    |
| Mittl. Tagesmin. (°C) | 23,4 | 23,8 | 25,1 | 26,1 | 26,1 | 24,6 | 24,0 | 24,0 | 24,3 | 24,3  | 24,0  | 23,8 | ⌀ | 24,5  |
|                       |      |      |      |      |      |      |      |      |      |       |       |      |   |       |
| Niederschlag (mm)     | 13,6 | 13,2 | 27,3 | 62,1 | 54,2 | 84,1 | 47,7 | 39,0 | 45,0 | 126,5 | 166,5 | 55,3 | Σ | 734,5 |
|                       |      |      |      |      |      |      |      |      |      |       |       |      |   |       |
| Regentage (d)         | 1,4  | 1,7  | 2,6  | 4,1  | 4,2  | 11,3 | 9    | 6,5  | 5,5  | 10,1  | 11,2  | 5,3  | Σ | 72,9  |

| 23,4 |

| 23,8 |

| 25,1 |

| 26,1 |

| 26,1 |

| 24,6 |

| 24,0 |

| 24,0 |

| 24,3 |

| 24,3 |

| 24,0 |

| 23,8 |

| 23,4 |

| 23,8 |

| 25,1 |

| 26,1 |

| 26,1 |

| 24,6 |

| 24,0 |

| 24,0 |

| 24,3 |

| 24,3 |

| 24,0 |

| 23,8 |

## Bilder

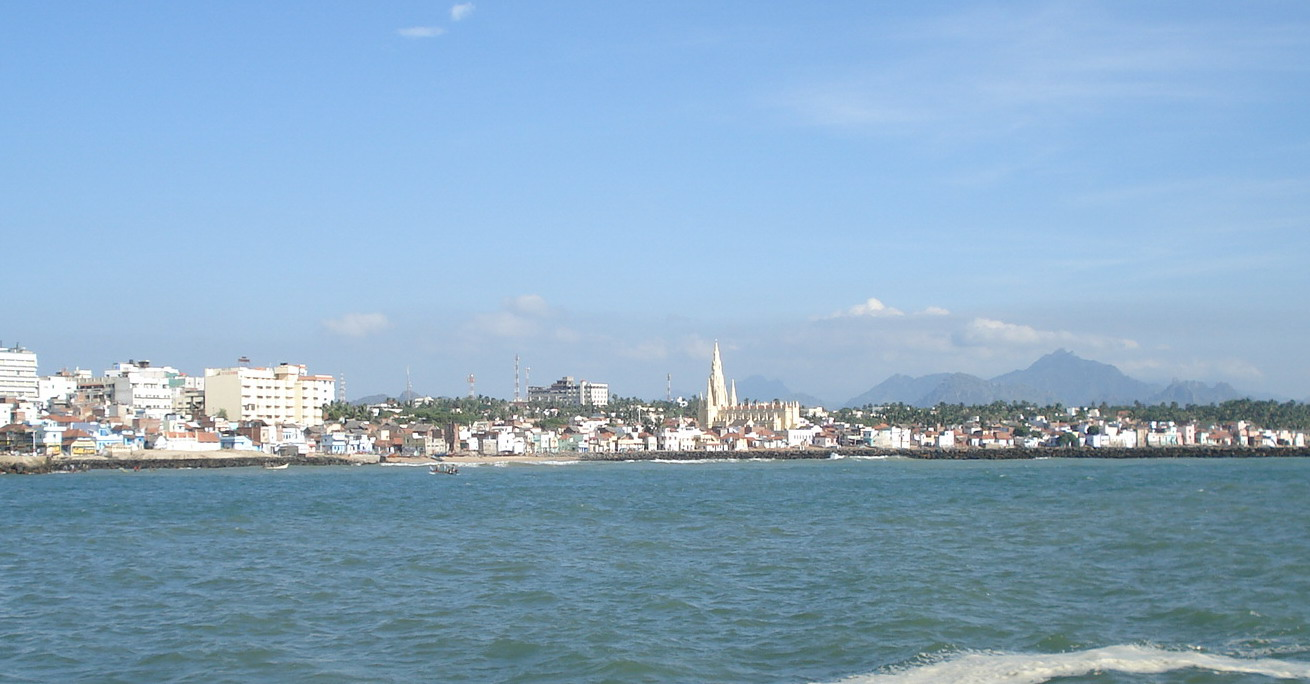
Kanyakumari vom Meer aus gesehen
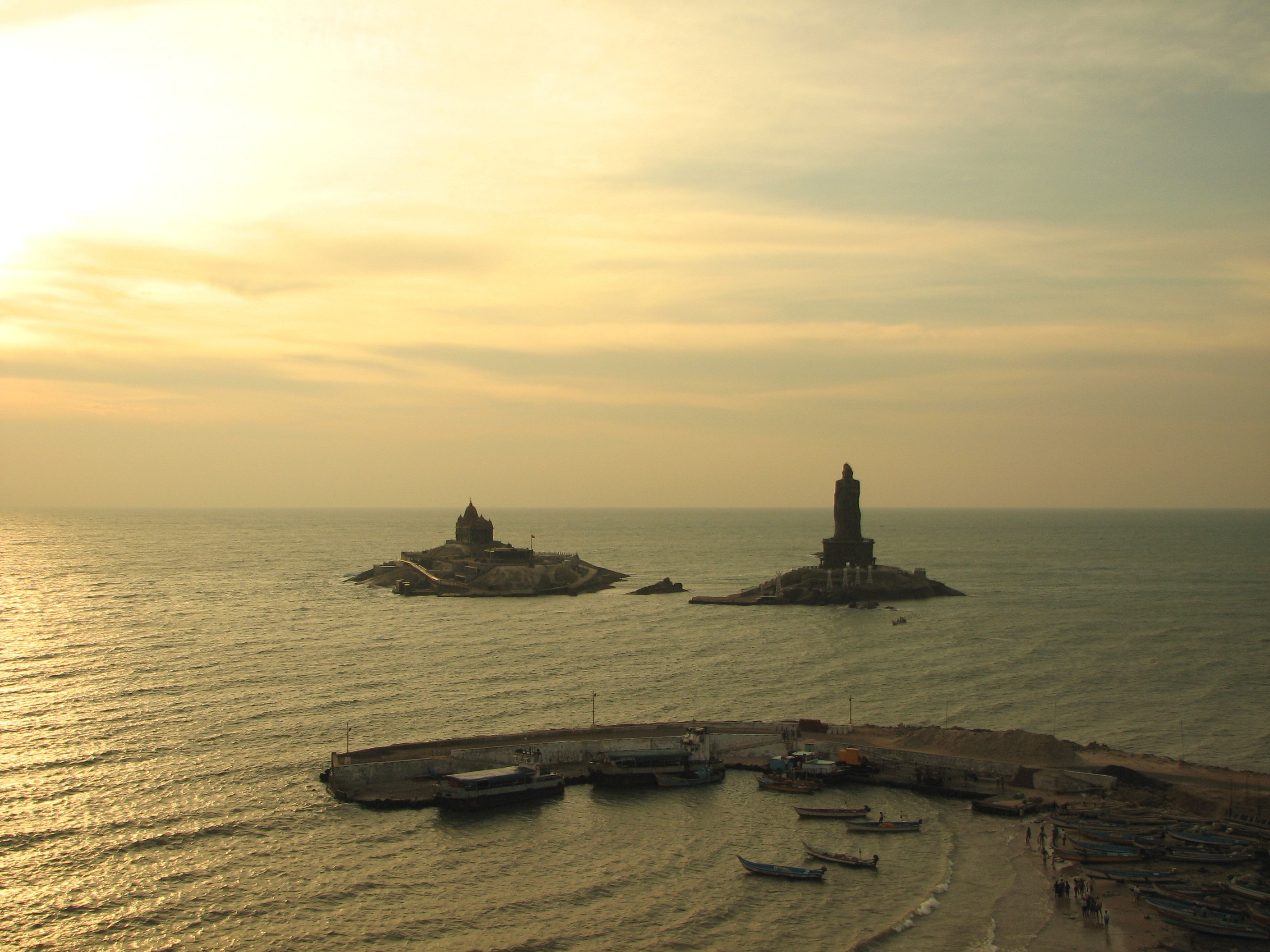
Vivekananda-Denkmal und Tiruvalluvar-Statue
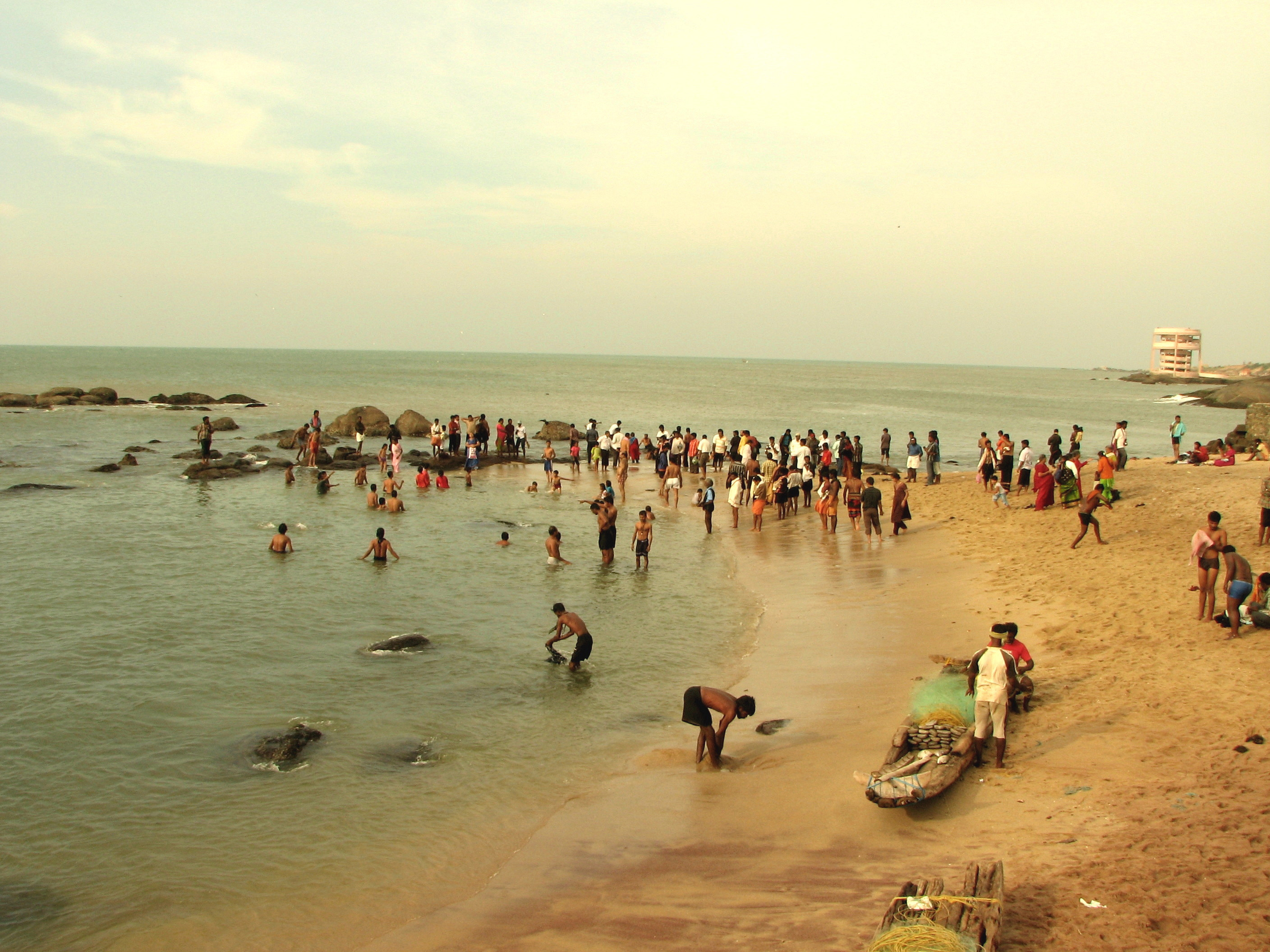
Pilger beim Bad in Kanyakumari